# Cranosina colombiana
Cranosina colombiana är en mossdjursart som beskrevs av Osburn 1950. Cranosina colombiana ingår i släktet Cranosina och familjen Calloporidae. Inga underarter finns listade i Catalogue of Life.